# 梅拉妮·施伦格
梅拉妮·施伦格（英語：Melanie Schlanger，1986年8月31日—），澳大利亚女子游泳运动员，主攻短距离自由泳。曾参加2008年北京奥运和2012年伦敦奥运，共收获两枚金牌、两枚银牌和一枚铜牌。